# 卡洛·巴托洛梅奥·罗米利

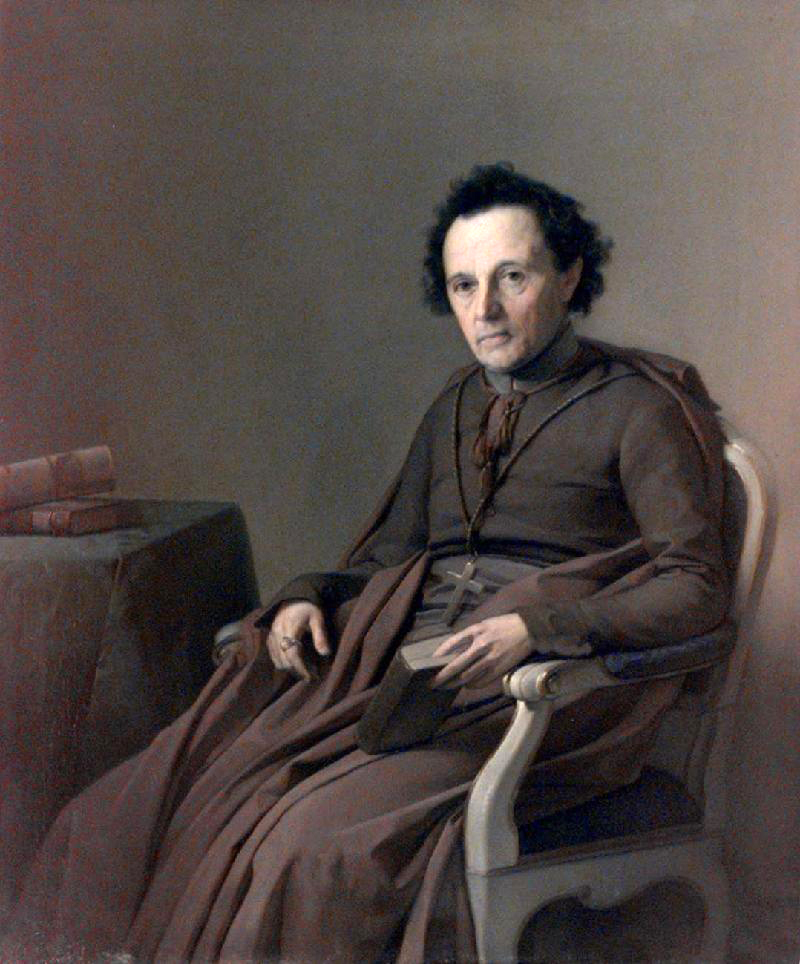
卡洛·巴托洛梅奥·罗米利

卡洛·巴托洛梅奥·罗米利（義大利語：Carlo Bartolomeo Romilli，1794年3月14日—1859年5月7日），意大利總主教，天主教克雷莫納教區主教，天主教米兰总教区大主教。